# Sveučilište u Kairu
Sveučilište u Kairu (arapski: جامعة القاهرة, prethodno se zvalo Egipatsko sveučilište i Sveučilište Fuad) – najveće je egipatsko sveučilište, koje se nalazi u Gizi, 20 km od Kaira.

## Povijest
Sveučilište je osnovano 21. prosinca 1908., kao rezultat napora, da se uspostavi nacionalno egipatsko obrazovno središte. Jedan od osnivača bio je egipatski kralj Fuad I., u vrijeme kada još nije postao vladar. I prije osnivanja ovog Sveučilišta, postajali su fakulteti u Egiptu. Sveučilište je nastalo po uzoru na europska civilna sveučilišta, za razliku od vjerskog egipatskog Sveučilišta Al-Azhar, te je postalo primjer modela sveučilišta za druga državna sveučilišta u regiji.
Medicinski fakultet u sklopu Sveučilišta, također poznat kao Kasr Alaini (arapski: القصر العيني, Qasr-el-'Ayni), bio je jedan od prvih visokih medicinskih ustanova u Africi i na Bliskom istoku. Njegova prva zgrada dar je Alaini paše. Od tada je doživio veliku ekspanziju. Prvi predsjednik Sveučilišta u Kairu, tada poznatog kao Egipatsko sveučilište, bio je profesor Ahmed el-Sayed Lutfi.
Na Sveučlištu danas ima oko 20 000 studenata.  Tamo su se školovale mnoge poznate osobe poput bivšeg tajnika UN-a Butros Butros-Galija, iračkog diktatora Saddama Husseina, palestinskog političara Jasera Arafata i dr.

## Vanjske poveznice
- Službene stranice sveučilišta